# Pandanus menicostigma
Pandanus menicostigma är en enhjärtbladig växtart som beskrevs av Elmer Drew Merrill och Lily May Perry. Pandanus menicostigma ingår i släktet Pandanus och familjen Pandanaceae. Inga underarter finns listade.